# Standard (jazz)

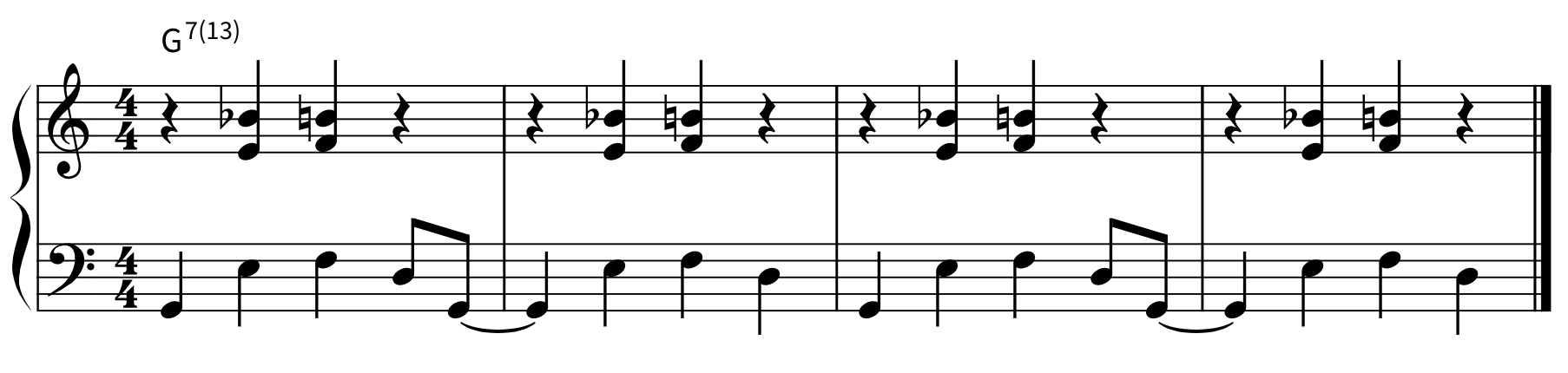
Prima parte della partitura di Bolivia di Cedar Walton, brano considerato standard.

Nell'ambito della musica jazz, uno standard è una composizione che è divenuta parte del repertorio comune e che viene utilizzata come veicolo per l'improvvisazione.

## Descrizione
La provenienza degli standard è varia. Una parte consistente del repertorio è costituita da popular standards del Great American Songbook, cioè brani scritti originariamente per musical o film e in seguito divenuti classici della popular music statunitense. A titolo d'esempio, Body and Soul e How High the Moon rientrano in questa categoria. Un'altra parte del repertorio è stata composta direttamente da musicisti di jazz, come ad esempio 'Round Midnight, A Night in Tunisia, Take Five o Footprints. Sono divenuti standard infine anche brani composti fuori dagli Stati Uniti, come  Les feuilles mortes di Joseph Kosma e Jacques Prévert (nella versione anglosassone: Autumn Leaves), Desafinado di Antônio Carlos Jobim o Estate di Bruno Martino.
Trattandosi di un concetto definito in modo informale, non esistono liste ufficiali di standard. Alcuni brani ad esempio sono stati molto popolari in un dato periodo per poi essere dimenticati e uscire dal repertorio comune; oppure brani considerati standard in talune scene locali erano totalmente sconosciuti in altre. Ciononostante, nel XX secolo la grande diffusione a livello internazionale dei fake book (in particolare di The Real Book dagli anni settanta in poi) ha contribuito a cristallizzare almeno parte del repertorio.